# Josh Cahill
Pour les articles homonymes, voir Cahill.
 (juillet 2024).
La mise en forme du texte ne suit pas les recommandations de Wikipédia : il faut le « wikifier ».
Les points d'amélioration suivants sont les cas les plus fréquents. Le détail des points à revoir est peut-être précisé sur la page de discussion.
- Les titres sont pré-formatés par le logiciel. Ils ne sont ni en capitales, ni en gras.
- Le texte ne doit pas être écrit en capitales (les noms de famille non plus), ni en gras, ni en italique, ni en « petit »…
- Le gras n'est utilisé que pour surligner le titre de l'article dans l'introduction, une seule fois.
- L'italique est rarement utilisé : mots en langue étrangère, titres d'œuvres, noms de bateaux, etc.
- Les citations ne sont pas en italique mais en corps de texte normal. Elles sont entourées par des guillemets français : « et ».
- Les listes à puces sont à éviter, des paragraphes rédigés étant largement préférés. Les tableaux sont à réserver à la présentation de données structurées (résultats, etc.).
- Les appels de note de bas de page (petits chiffres en exposant, introduits par l'outil «  Source ») sont à placer entre la fin de phrase et le point final[comme ça].
- Les liens internes (vers d'autres articles de Wikipédia) sont à choisir avec parcimonie. Créez des liens vers des articles approfondissant le sujet. Les termes génériques sans rapport avec le sujet sont à éviter, ainsi que les répétitions de liens vers un même terme.
- Les liens externes sont à placer uniquement dans une section « Liens externes », à la fin de l'article. Ces liens sont à choisir avec parcimonie suivant les règles définies. Si un lien sert de source à l'article, son insertion dans le texte est à faire par les notes de bas de page.
- La présentation des références doit suivre les conventions bibliographiques. Il est recommandé d'utiliser les modèles {{Ouvrage}}, {{Chapitre}}, {{Article}}, {{Lien web}} et/ou {{Bibliographie}}. Le mode d'édition visuel peut mettre en forme automatiquement les références.
- Insérer une infobox (cadre d'informations à droite) n'est pas obligatoire pour parachever la mise en page.

Pour une aide détaillée, merci de consulter Aide:Wikification.
Si vous pensez que ces points ont été résolus, vous pouvez retirer ce bandeau et améliorer la mise en forme d'un autre article.
Aljoscha Wendholt, (né le 17 juin 1986), professionnellement connu sous le nom de Josh Cahill, est un vlogger aéronautique allemand, critique de compagnies aériennes et blogueur qui présente des critiques de compagnies aériennes principalement via sa chaîne YouTube.

## Biographie
Aljoscha Wendholt est né en Rhénanie-du-Nord-Westphalie, Allemagne de l'Ouest. Il a déménagé en Saxe à l'âge de six ans et a grandi dans le village de Mildenau en Saxe. Il a commencé à voyager en 2005 avec son premier voyage en Lituanie.

## Carrière

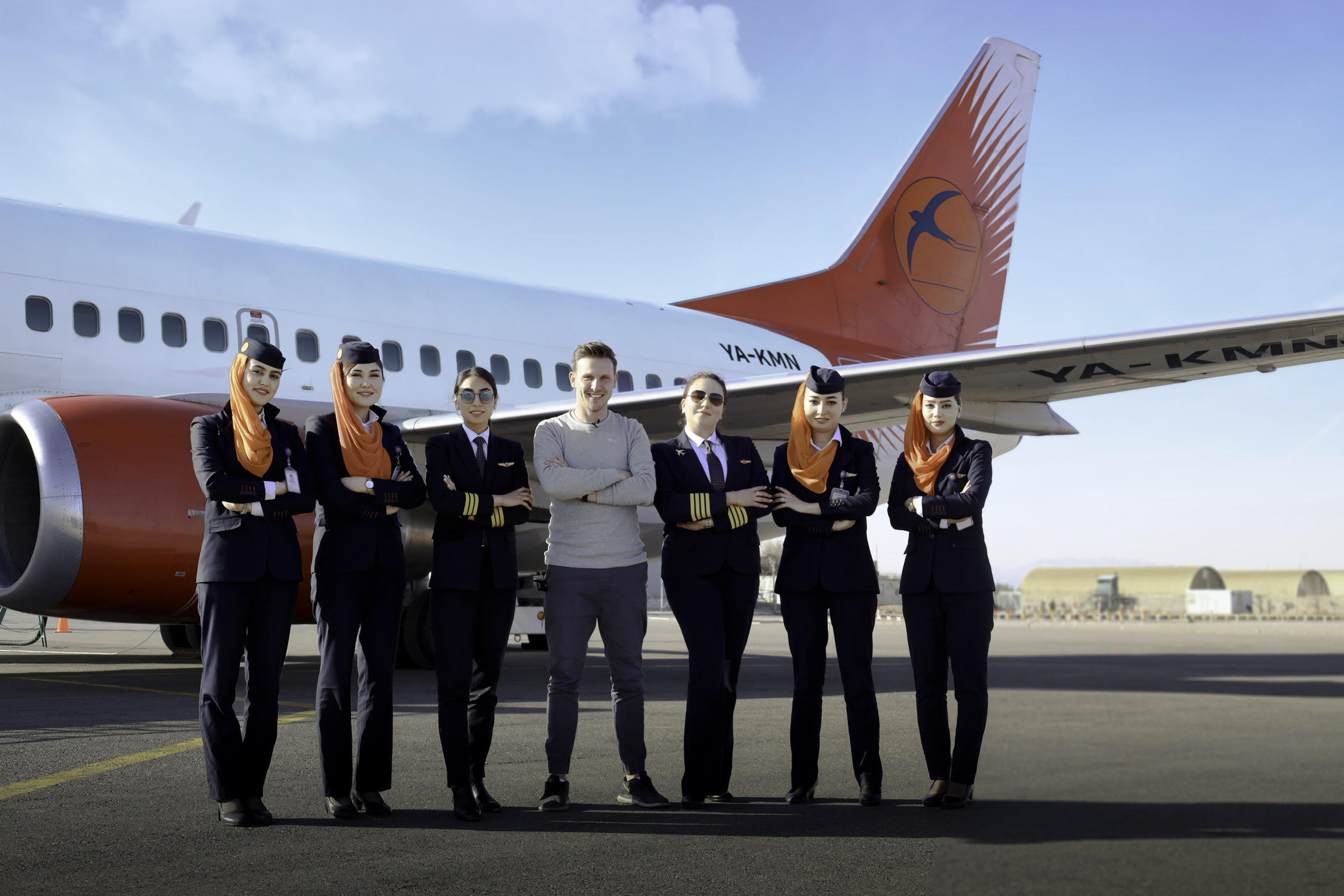
Josh Cahill pose aux côtés du premier équipage entièrement féminin de Kam Air à Herat.

En 2009, après avoir abandonné une tentative de parcourir 12 000 km de l'Allemagne à Shanghai,,[réf. à confirmer] il a fait du stop depuis l'Allemagne jusqu'en Iran. Il a visité l'Afghanistan en 2015, ainsi que la Corée du Nord en 2017.
En juillet 2015, Cahill a publié sa première critique de vol sur sa chaîne YouTube et a depuis reçu plus de 121 millions de vues. Sa critique la plus regardée compte plus de 22 millions de vues,.
Le 22 décembre 2020, Cahill et d'autres blogueurs étaient à bord lors de la livraison du premier Airbus A330-800 d'Uganda Airlines de Toulouse à Entebbe ; la livraison a été dirigée par le général Katumba Wamala, alors ministre ougandais des travaux publics et des transports, et reçu par le président ougandais Yoweri Museveni,.
Le 24 février 2021, Cahill a organisé le tout premier vol entièrement féminin d'Afghanistan entre Kaboul et Herat. Le vol était opéré par Kam Air et a été diffusé pour la première fois sur sa chaîne,,,,.

## Incidents
En 2018, sur un vol de Malaysia Airlines reliant Kuala Lumpur à Londres, Cahill a partagé ses critiques sur Instagram pendant le vol, en utilisant le Wi-Fi à bord. Selon lui, l'équipe l'a confronté pour la publication sur Instagram et a refusé de lui fournir davantage de services à moins qu'il n'arrête le tournage.
Le 7 janvier 2020, Cahill a donné un avis négatif à Singapore Airlines. Quelqu'un prétendant être un membre d'équipage de Singapore Airlines lui a envoyé une menace de mort. Cahill a contacté les forces de l'ordre locales au sujet de la menace de mort, qui ont déclaré qu'elles enquêteraient sur ce sujet.
En 2020, Cahill a volé à bord d'un Airbus A330 de Tunisair, et a partagé ses critiques sur son salon et du service à bord des avions. En 2021, Cahill a de nouveau évalué Tunisair, donnant un autre avis négatif. À son arrivée à l'aéroport international de Tunis, il a été approché par cinq policiers au sujet de sa précédente vidéo. Ils lui ont demandé de remettre son appareil photo, ce qu'il a refusé,.
En décembre 2023, Cahill a affirmé que Qatar Airways avait tenté de le soudoyer avec des vols gratuits en échange de la suppression d'un avis négatif, puis l'avait banni de la compagnie aérienne après son refus.
En 2024, un membre du personnel d'Aero Dili avait rendu public le passeport de Cahill, expliquant qu'il avait publié celui-ci pour prouver que les problèmes lors de l'enregistrement étaient survenus parce que le nom figurant sur le passeport ne correspondait pas au nom figurant sur la carte d'embarquement.